# Duke Nukem: Manhattan Project
Duke Nukem: Manhattan Project est un jeu vidéo d'action et de plates-formes, développé par Sunstorm Interactive, sorti sur PC en 2002.

## Synopsis
À Manhattan, alors que Duke Nukem participe à un discours du président, la ville est attaquée par des mutants, dont le chef se prénomme Mech Morphix. Tout repose une fois de plus sur Duke qui doit se frayer un chemin dans New York afin d'éliminer les envahisseurs et sauver « les belles en détresse ».

## Système de jeu
Le jeu se joue comme les tout premiers opus de la série, c’est-à-dire comme un jeu de plate-forme, mais utilisant un moteur 3D. L'humour et l'esprit propre aux épisodes plus récents y est présent.
L'animation est fluide, et le niveau de détail est plutôt élevé pour un jeu vidéo sorti en 2002.
De par son gameplay, il est plus simple et confortable d'y jouer avec une manette de jeu.
Ce jeu est divisé en 8 chapitres, eux-mêmes divisés en 3 niveaux. À chaque fin de chapitre, Duke doit vaincre un boss.

## Musique
Les musiques du jeu respectent également l'esprit de la série "Duke Nukem" et permettent au joueur de mieux s'imprégner de l'ambiance.
On retrouve une reprise du thème principal s'intitulant Grabbag, et qui fut créé à l'origine par Lee Jackson.

## Composition du jeu

### 1repartie:Les Immeubles de Manhattan(niveaux 1 à 3)
Elle est divisée en 3 niveaux dont la dernière se termine par la confrontation avec l'hélicoptère de Morphix en 2 temps : sur le toit d'un gratte-ciel (l'ennemi tire des missiles et fait descendre des sangliers mutants par une échelle) puis agrippé sur l'échelle de l'hélicoptère (l'ennemi utilise une sorte de mitrailleuse devant l'hélicoptère). Le but est de cibler deux parties de l'appareil.

### 2epartie:En Chine(niveaux 4 à 6)
Elle est divisée en 3 niveaux aussi. L'hélicoptère de Morphix s'est écrasé. On voit son occupant dans une cinématographie sortir ayant une sorte d'épée laser avec lui avant de prendre la fuite. Au 6e niveau, on se bat contre un boss (un crocodile ninja).
- Apparition de la substance verdâtre Glopp dès le 4e niveau.

### 3epartie:La Gare déserte(niveaux 7 à 9)
- Niveau 7 ;
- Niveau 8 ;
- Niveau 9.

### 4epartie:Les Souterrains(niveaux 10 à 12)
- Niveau 10 (91 ennemis) : apparition des groupes d’œufs dans du Glopp ;
- Niveau 11 (92 ennemis), trois zones secrètes ;
- Niveau 12 (18 ennemis), aucune zone secrète : le Boss est un insecte géant faisant plus de 10 fois Duke. Le plafond s'effondre sur lui quand il est vaincu. Il se met ensuite à poursuivre le train qui bouge de Duke en l'attaquant. L'avant du train percute le boss contre un mur.

### 5epartie:L'usine de Morphix(niveaux 13 à 15)
- Niveau 13 (59 ennemis), trois zones secrètes ;
- Niveau 14 (70 ennemis), sept zones secrètes ;
- Niveau 15 (22 ennemis), trois zones secrètes : le Boss est un rat avec un réservoir de Glopp sur le dos. Il est dans un ascenseur.

### 6epartie:Les entrepôts(niveaux 16 à 24)
- Niveau 16 (90 ennemis), deux zones secrètes : apparition de créatures volantes ;
- Niveau 17 (55 ennemis), trois zones secrètes ;
- Niveau 18 (13 ennemis), une zone secrète : le Boss est une créature volante qui lance des boules de glopps ;
- Niveau 19 (56 ennemis), deux zones secrètes ;
- Niveau 20 (40 ennemis), aucune zone secrète ;
- Niveau 21 (29 ennemis), une zone secrète ;
- Niveau 22 (29 ennemis), aucune zone secrète ;
- Niveau 23 (29 ennemis), aucune zone secrète ;
- Niveau 24 (17 ennemis), aucune zone secrète : le Boss est une tête robotique seule qui doit être battu deux fois (au départ la tête ressemble à Duke) . Ensuite le corps entier et la tête du grand robot Duke lévite dans les airs. Duke utilise des supports volants pour l'atteindre.

## Les équipements
Afin de mener à bien sa mission, Duke Nukem a à sa disposition tout un armement.
- Le Golden Eagle :

C'est le pistolet fétiche de Duke, se rapprochant d'un Desert Eagle doré.
- Les Pipe Bombs :

Ce sont des grenades télécommandées, appréciées par le héros.
- Le fusil de chasse :

Un fusil standard, qui s'avère assez utile dans le combat rapproché.
- Le fusil d'assaut :

Sorte de fusil automatique qui possède une fréquence de tir rapide.
- Le canon GLOPP :

Cette arme émet un rayon verdâtre qui rend aux mutants leur forme d'origine. Par exemple un rat mutant reprendra sa taille normale, et Duke pourra l'écraser d'un coup de rangers. Il apparaît dès le début au niveau 7 dans une planque secrète.
- Le Pneumatic Rocket Propelled Grenade Launcher (un lance-grenades) :

Il permet de propulser les Pipe Bombs à la manière d'un lance-roquettes.
- Le canon à impulsions :

Cette arme émet des décharges d'énergie. Plus le canon est chargé au moment du tir, plus la charge sera puissante.
Si Duke tire à pleine puissance sur un ennemi, celui-ci sera désintégré.
- Les rangers :

Duke peut également frapper ses ennemis à coup de bottes, ce qui s'avère utile lorsqu'il n'a plus de munitions.
Duke peut trouver trois types de munitions pour alimenter son arsenal :
- les munitions standard appelées "balles"
- les Pipe Bombs
- les munitions GLOPP

Duke aura besoin de clés-magnétiques (key-cards) pour ouvrir certains passages et traverser les 3 séquences de chaque épisode.
Il y a des clés bleues, rouges et jaunes.
Duke a aussi besoin de délivrer une "babe", condition obligatoire pour passer à l'épisode suivant.
Des bonus sont dispersés dans les niveaux.
- Les bombes nucléaires :

Celles-ci sont exposées sous la forme du symbole nucléaire et sont éparpillées dans les niveaux. Certaines sont offertes aux regards, d'autres sont masquées.
Si Duke trouve les dix bombes nucléaires d'une séquence, son ego maximal augmente, ainsi que son stock de munitions maximal.
- Dégât double :

Ce bonus se trouve sous la forme d'un bustier rougeâtre à l'apparence de Duke.
Si Duke le ramasse, il devient lui-même rouge et sa puissance de feu devient plus puissante pendant un certain temps.
Note : Le "double dégât" s'active automatiquement lorsque Duke est en pleine forme (ego élevé par exemple).
- Le champ de protection :

Ce bonus se trouve sous la forme d'une sphère verte. Cela rend Duke invincible durant quelques secondes.
- Le jetpack :

Duke peut également trouver des jetpack dans certaines zones. Ceux-ci lui permettent de passer au-delà de certains obstacles, comme voler entre deux immeubles assez éloignés. Ce type d'appareil dispose d'un stock de carburant qui finit par s'épuiser.

## Les ennemis
- Les sangliers mutants en uniforme de policier (1re, 2e et 3e parties)
- Les mini robots autodestructeurs  (1re, 2e et 3e parties)
- Les sangliers mutants en uniforme noir et casque (1re, 2e et 3e parties)
- Des crocodiles Ninjasà tenue jaune (2e partie)
- Crocodile ninja à kimono rouge et chapeau asiatique (2e et 3e parties)
- Crocodile ninja à kimono jaune et chapeau asiatique (2e partie)
- Cafards blancs mutants ailés et les cafards blanc lanceurs de glopp (3e partie)
- Rats mutants (3e partie)
- Femmes Dominatrices Blonde utilisant des fouets électriques